# Кистаг (Бихор)
Кистаг (рум. Chistag) насеље је у Румунији у округу Бихор у општини Аштилеу. Oпштина се налази на надморској висини од 214 m.

## Становништво
Према подацима из 2002. године у насељу је живело 623 становника.

### Попис2002.
| Расподела становништва по националности 2002.‍ | Расподела становништва по националности 2002.‍ | Расподела становништва по националности 2002.‍ | Расподела становништва по националности 2002.‍ | Расподела становништва по националности 2002.‍ |
| --------------------------------------------- | --------------------------------------------- | --------------------------------------------- | --------------------------------------------- | --------------------------------------------- |
|                                               |                                               |                                               |                                               |                                               |
| Румуни                                        | Румуни                                        |                                               | 582                                           | 94,2%                                         |
| Мађари                                        | Мађари                                        |                                               | 22                                            | 3,6%                                          |
| Роми                                          | Роми                                          |                                               | 8                                             | 1,3%                                          |
| Словаци                                       | Словаци                                       |                                               | 6                                             | 1,0%                                          |